# Matt Frattin
Matthew „Matt“ Frattin (* 3. Januar 1988 in Edmonton, Alberta) ist ein ehemaliger kanadischer Eishockeyspieler, der im Verlauf seiner aktiven Karriere zwischen 2007 und 2023 unter anderem 141 Spiele für die Toronto Maple Leafs, Los Angeles Kings und Columbus Blue Jackets in der National Hockey League (NHL) auf der Position des rechten Flügelstürmers bestritten hat. Darüber hinaus absolvierte Frattin über 200 weitere Partien in der Kontinentalen Hockey-Liga (KHL).

## Karriere

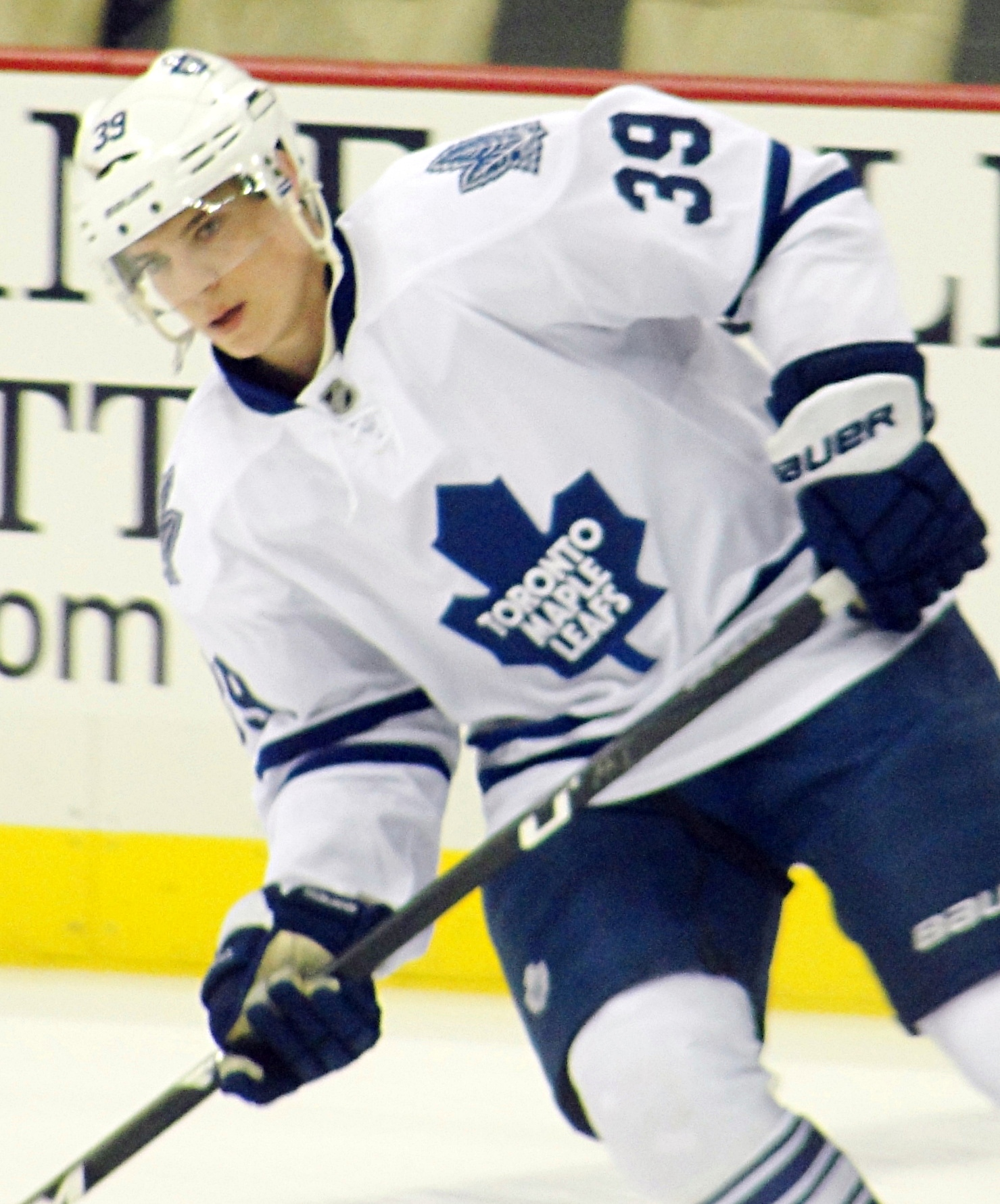
Frattin im Trikot der Toronto Maple Leafs (2012)

Matt Frattin begann seine Karriere als Eishockeyspieler bei den Fort Saskatchewan Traders, für die er in der Saison 2006/07 in der Alberta Junior Hockey League (AJHL) aktiv war, zu deren Rookie des Jahres er gewählt wurde. Anschließend wurde der Flügelspieler im NHL Entry Draft 2007 in der vierten Runde als insgesamt 99. Spieler von den Toronto Maple Leafs ausgewählt. Zunächst besuchte er vier Jahre lang die University of North Dakota, für deren Eishockeymannschaft er parallel in der Western Collegiate Hockey Association (WCHA) aktiv war. Mit seiner Mannschaft gewann er 2010 und 2011 jeweils die Meisterschaft der WCHA in Form der Broadmoor Trophy. Er selbst wurde in den Jahren 2009 und 2011 in das All-Academic Team der WCHA gewählt sowie 2011, als er Topscorer der WCHA war, zusätzlich in deren erstes All-Star Team sowie zu deren Spieler des Jahres.
Im Laufe der Saison 2010/11 gab Frattin sein Debüt in der National Hockey League (NHL) für die Toronto Maple Leafs, bei denen er in der folgenden Spielzeit einen Stammplatz hatte, während er parallel für das Farmteam Toronto Marlies in der American Hockey League (AHL) zum Einsatz kam. Nach Ende der Saison 2012/13 wurde er zusammen mit Ben Scrivens und einem Zweitrundenwahlrecht für den NHL Entry Draft 2015 im Tausch gegen Jonathan Bernier an die Los Angeles Kings abgegeben. Nach 40 Einsätzen für die Kings wurde Frattin am 5. März 2014 erneut abgegeben, als er gemeinsam mit zwei Draftpicks im Austausch für Marián Gáborík zu den Columbus Blue Jackets wechselte. Nach nur vier Einsätzen für die Blue Jackets kehrte er im Juli 2014 zu den Toronto Maple Leafs zurück, wobei diese im Gegenzug Jerry D’Amigo sowie ein Wahlrecht für die siebte Runde des NHL Entry Drafts 2015 abgaben. Im Februar 2016 wurde er im Rahmen eines größeren Tauschgeschäftes, welches insgesamt neun Akteure betraf, zu den Ottawa Senators transferiert. Diese gaben ihn jedoch direkt auf Leihbasis an die Toronto Marlies zurück, wo er die Saison 2015/16 beendete. Im Anschluss unterzeichnete er als Free Agent einen reinen AHL-Vertrag bei den Stockton Heat. Beim AHL-Klub verbrachte der Kanadier die Spielzeit 2016/17, ehe er im August 2017 in die Kontinentale Hockey-Liga (KHL) zum kasachischen Klub Barys Astana wechselte.
Ab Januar 2018 stand er leihweise beim Lausanne HC aus der Schweizer National League unter Vertrag, ehe er zur Saison 2018/19 zu Barys Astana zurückkehrte. Dort beendete er die Saison, wechselte anschließend für ein Jahr zum Ligakonkurrenten Ak Bars Kasan, um danach im Mai 2020 wieder zu den Kasachen zurückzukehren. Frattin verbrachte dort weitere zwei KHL-Spielzeiten. Im Juni 2022 schloss sich der Kanadier für eine Spielzeit dem italienischen Klub HC Bozen aus der ICE Hockey League an. Nach der Spielzeit 2022/23, in der er mit dem HCB das Meisterschaftsfinale gegen den EC Red Bull Salzburg verloren hatte, trat der 35-Jährige nicht mehr im professionellen Eishockey in Erscheinung. 

## Erfolge und Auszeichnungen
| - 2007 AJHL Rookie of the Year - 2009 WCHA All-Academic Team - 2010 Broadmoor-Trophy-Gewinn mit der University of North Dakota - 2011 Broadmoor-Trophy-Gewinn mit der University of North Dakota - 2011 WCHA All-Academic Team | - 2011 WCHA First All-Star Team - 2011 WCHA Player of the Year - 2011 WCHA Scoring Champion - 2013 Teilnahme am AHL All-Star Classic |

## Karrierestatistik
(Legende zur Spielerstatistik: Sp oder GP = absolvierte Spiele; T oder G = erzielte Tore; V oder A = erzielte Assists; Pkt oder Pts = erzielte Scorerpunkte; SM oder PIM = erhaltene Strafminuten; +/− = Plus/Minus-Bilanz; PP = erzielte Überzahltore; SH = erzielte Unterzahltore; GW = erzielte Siegtore; 1 Play-downs/Relegation; Kursiv: Statistik nicht vollständig)